# ساردانا
ساردانا (به انگلیسی: Sardhana) یک منطقهٔ مسکونی در هند است که در بخش میروت واقع شده‌است. ساردانا ۵۸٬۴۹۰ نفر جمعیت دارد و ۲۲۶ متر بالاتر از سطح دریا واقع شده‌است.